# Río Yacones
Río Yacones är ett vattendrag i Argentina.   Det ligger i provinsen Salta, i den norra delen av landet, 1 300 km nordväst om huvudstaden Buenos Aires.
I omgivningen kring Río Yacones växer i huvudsak lövfällande lövskog. Området är mycket glesbefolkat, med 6 invånare per kvadratkilometer.